# Gräfin Küchenfee
Pour plus de détails, voir Fiche technique et Distribution.
Gräfin Küchenfee (littéralement : La Comtesse fée de la cuisine) est un film allemand réalisé par Rudolf Biebrach sorti en 1918.

## Synopsis
La comtesse Gyllenhand a embauché une nouvelle bonne. Karoline Blume lui ressemble étonnamment et, en tant que passionnée de théâtre, est également une actrice amatrice douée. Un jour, le couple marié est en voyage. La comtesse fée de la cuisine Karoline se déguise alors en logeuse et donne une réception et un souper au prince. Comme il ne doit pas s'asseoir seul à table, les autres domestiques sont sommés de jouer les convives.
La fête devient un peu incontrôlable, la vraie comtesse qui est revenue entre-temps est arrêtée pour avoir troublé la paix. Elle est assez gênée par cela, donc la femme du beau monde utilise la même astuce que sa bonne : elle se fait passer pour son alter ego et prétend qu'elle n'est pas du tout la comtesse Gyllenhand, mais seulement la bonne Blume. Réunies à la maison, les deux femmes s'avouent leurs pieux mensonges respectifs et tout rentre dans l'ordre.

## Fiche technique
- Titre original : Gräfin Küchenfee
- Réalisation : Rudolf Biebrach
- Scénario : Robert Wiene
- Musique : Giuseppe Becce
- Direction artistique : Ludwig Kainer
- Costumes : Ludwig Kainer
- Photographie : Karl Freund
- Producteur : Oskar Messter
- Société de production : Messters Projektion
- Société de distribution : UFA
- Pays d'origine :  Allemagne
- Langue : allemand
- Format : Noir et blanc - 1,33:1 - 35 mm
- Genre : Comédie
- Durée : 1 307 m
- Dates de sortie :
  -  Allemagne : 18 janvier 1918.
  -  Hongrie : 18 mars 1918.
  -  Danemark : 17 mars 1919.

## Distribution
- Henny Porten:  Karoline Blume / la comtesse Gyllenhand
- Heinrich Schroth : le comte Gyllenhand
- Paul Biensfeldt : le prince
- Ernst Hofmann : l'admirateur mélancolique
- Reinhold Schünzel : le prétendant timide
- Martin Lübbert : l'admirateur impétueux

## Production
Gräfin Küchenfee est tourné à la fin de l'automne 1917 avec des reprises début 1918 dans le studio de Messter-Film au Blücherstrasse 32 à Berlin.
Le film fait un premier passage devant le comité de censure en décembre 1917. Elle repasse en avril 1912 et est réduit à 1 211 m.
Le film est restauré en 2019.

## Source de traduction
1. ↑  (en) David Emery, « The Restoration of Gräfin Küchenfee »,  
Journal of Film Preservation, no 101,‎ octobre 2019, p. 128-133 (lire en ligne)

## Crédit d'auteurs
- (de) Cet article est partiellement ou en totalité issu de l’article de Wikipédia en allemand intitulé « Gräfin Küchenfee » (voir la liste des auteurs).